# 劇場版 假面騎士鎧武 足球大決戰！黃金果實爭奪杯！
《劇場版 假面騎士鎧武 足球大決戰！黃金果實爭奪杯！》（日语：劇場版 仮面ライダーガイム サッカーダイケッゼン!オウゴンのカジツソウダツカップ!），是日本特攝節目《假面騎士鎧武》的獨立劇場版。日本地區預定於2014年7月19日上映。
此外《超級戰隊系列》作品《烈車戰隊特急者》劇場版《烈車戰隊特急者 THE MOVIE 銀河路線SOS》亦同步上映。

## 本作特色
- 為迎接2014年世界盃足球賽的盛事而在本作中加入了足球的元素，亦是在《假面騎士系列》作品上首次。
- 因為以足球作為主題，現役日本足球運動員佐藤勇人和駒野友一，以及已退役的中山雅史亦會為本作參演[1]。
- 演員片岡愛之助亦會在本作中飾演反派「假面騎士馬魯斯/光金」的變身者。[2]
- 本作繼《劇場版 假面騎士電王 老子我，誕生！》再次出現劇場版相關的主要角色先行於TV本篇登場。
- 本作首次出現於獨立劇場版登場正反兩派的兩位騎士。[3]
- 本作首次出現劇場版中登場的反派騎士，以變身後的姿態於TV本篇先行登場。
- 本作的時間點位於《假面騎士鎧武》本篇第37~38話之間，亦與本篇最終回第47話有所關聯。

## 故事概要
因謎一樣的少年拉比斯出現，澤芽市卻變成正在盛行足球活動並沉澱在狂歡氣氛之中，各方「Armored Rider」代表團隊「鎧武隊」、「巴隆隊」等因爭奪「黃金果實」的殊榮而於足球賽事「全騎士盃」上激烈競爭。
團隊之間不一樣的決鬥方式、沒有海姆冥界森林或異域者的威脅、甚至過往本已因不同事件而導致身亡的人卻仍然生存，種種跡象卻令葛葉紘汰 / 假面騎士鎧武泛起莫名其妙的不安。另外自稱為神的男人 － 光金 / 假面騎士馬魯斯開始實行殲滅所有「Armored Rider」的行動，令本來和平的日子開始產生變化。

## 用語
邪惡之種
原文：
由光金所散播的蝗蟲外型小昆蟲，被之寄予於身上後會引發出潛藏在內心的憤怒與憎惡，當中若然演變成的鬥爭心已達至強烈的程度後，會被「邪惡之種」長成的植物所侵蝕直至身體完全消失。
「Armored Rider」之間因受到「邪惡之種」的影響而挑起鬥爭，再被侵蝕並成為養分提供給「Kin No Ringo」定鎖種子。

## 登場人物

### 《假面騎士鎧武》原登場人物
葛葉紘汰（かずらば・こうた）（佐野岳飾）
假面騎士鎧武和假面騎士鎧武・闇的變身者。
遇上謎一般的青年拉比斯後，本已正值崩潰的澤芽市與海姆冥界森林有關的事件像未曾發生過一樣，並於這世界中以球隊「鎧武隊」隊員的身份參加「全騎士盃」足球盛事。
直至光金的出現，而事情的真相亦漸漸開始明朗化，卻在事件中不慎被對方植下「邪惡之種」，並充斥著鬥爭心而負極化成為假面騎士鎧武・闇。
驅紋戒斗（くもん・かいと）（小林豐飾）
假面騎士巴隆的變身者。
和原本世界一樣，與葛葉紘汰同是競爭者的存在，於這世界中身份是球隊「巴隆隊」的皇牌前鋒。
吳島光實（くれしま・みつざね）（高杉真宙飾）
假面騎士龍玄的變身者，吳島貴虎之弟。
在此世界中與葛葉紘汰一樣仍保留著原本的記憶，並追查澤芽市及有關人物變得怪異的真相。
吳島貴虎（くれしま・たかとら）（久保田悠来飾）
假面騎士斬月．真的變身者，吳島光實之兄。
原本世界是世界樹財團的研究計劃項目的主任，於這世界中擔當領導球隊「創世紀隊」。
高司舞（たかつかさ・まい）（志田友美飾）
葛葉紘汰的青梅竹馬，原本世界是舞團「鎧武隊」的成員。
這世界中在團體擔任經理人的角色。
初瀨亮二（はせ・りょうじ）（白又敦飾）
假面騎士黑影的變身者。
原本世界中是「雷特狂野隊」領隊，因為吃下海姆冥界森林果實而化成貔貅異域者，最後淪為假面騎士齊格德的箭下亡魂。
於這世界中卻仍然在生，並成為球隊「Charmant隊」的成員。
城乃内秀保（じょうのうち・ひでやす）（松田凌飾）
假面騎士古列頓的變身者。
於這世界中成為球隊「Charmant隊」的成員。
凰蓮・皮埃爾・阿方索（おうれん・ピエール・アルフォンゾ）（吉田メタル飾）
假面騎士布拉弗的變身者。
於這世界中成為球隊「Charmant隊」的領隊。
薛度（シド）（波岡一喜飾）
假面騎士齊格德的變身者。
原本世界中因貪婪黃金果實之故，挑戰霸主異域者之王羅修奧而反遭殺害。
於這世界中同為世界樹財團的一員，及為吳島貴虎的下屬。
戰極凌馬（せんごく・りょうま）（青木玄德飾）
假面騎士杜古的變身者。
兩者世界中同是世界樹財團屬下的科學家，正在研究碑文時誤將封印解開導致光金復甦，結果首當其衝招致「邪惡之種」所吞噬。
湊耀子（みなと・ようこ）（佃井皆美飾）
假面騎士瑪莉卡的變身者。
於這世界中同為屬下世界樹財團，因目睹有關人等受到「邪惡之種」的變異而匿藏行動，並暗中救助驅紋戒斗脫險。
Zack（ザック）（松田岳飾）
假面騎士納高爾的變身者。
原世界之中是舞團「巴隆隊」新任領隊，亦是驅紋戒斗信任的存在。
於這世界中身份是同名球隊中的守門員。
Peco（ペコ）（百瀨朔飾）
假面騎士黑影．真的變身者。
原本世界是舞團「巴隆隊」成員之一。
於這世界中成為同名球隊的成員，但受到「邪惡之種」影響而性情大變，並得到創世紀驅動器變身成為假面騎士黑影．真向Zack施襲。
角居裕也（すみい・ゆうや）（崎本大海飾）
原世界之中是舞團「鎧武隊」領隊，因誤服海姆冥界森林果實而變成白虎異域者，最後被假面騎士鎧武所消滅而身亡。
於這世界中卻活生生出現在葛葉紘汰面前，事實是由光金變裝而成並暗地策劃騷亂。
阪東清治郎（ばんどう・きよじろう）（弓削智久飾)
水果甜點店「Drupers」的老闆。
Chucky（チャッキー）（津山香音飾）
Rika（リカ）（横田美菜飾）
Rat（ラット）（小澤廉飾）
原世界之中是舞團「鎧武隊」所屬成員。
於這世界中身份為同名球隊成員。
DJ相樂（DJサガラ）（山口智充飾）
表面身份是唱片騎師及世界樹財團成員，實際是海姆冥界森林有關事件的始作俑者。
此事件中出現在吳島光實面前，並解釋這個虛幻世界所有的真相。

### 本作登場人物
光金（コウガネ）（片岡愛之助飾）
假面騎士馬魯斯及假面騎士邪武的變身者。
於《假面騎士鎧武》本篇第37話以假面騎士馬魯斯的樣貌先行登場，於結尾透過Creck進入了由拉比斯所創造出沒有被海爾冥界森林侵蝕的夢中世界，為了挑起人類的鬥爭心，收集負面情緒而個別誕生出屬於自己的黃金果實。
自稱為新時代的神並認為「Armored Rider」乃是邪惡的源頭，因此企圖將之全數抹殺。
真正身份是由霸主異域者利用黃金果實所製造出來的人類，過去曾挑起菲姆辛姆之間的鬥爭並導致種族面臨滅絕，但最終被拉比斯竭力所封印。直至戰極凌馬在研究時誤將封印解開才可重見天日。
於《假面騎士鎧武》本篇最終回海爾冥界森林的威脅解除後七個月，等待到重拾力量後再次來臨澤芽市，附身在少女體內並變身成為假面騎士邪武向葛葉紘汰有關人等報復。
最終被假面騎士鎧武及假面騎士龍玄二人聯手所消滅。
拉比斯（ラピス）（田中偉登飾）
假面騎士冠的變身者。
於《假面騎士鎧武》本篇第37話先行登場，透過操縱夢境的能力單獨將驅紋戒斗帶到了由他所創造出的沒有被海爾冥界侵蝕的夢中世界，向他講述了該世界的狀況，在驅紋戒斗於夢中的世界結束了「全騎士盃」的足球比賽後，清除了關於他在夢中世界所發生的記憶。
對足球運動的事情卻一無所知，偶爾出現於葛葉紘汰面前，並向其表示期望有著永遠和平的日子。
真正身份是霸主異域者之一，原名為夏姆比辛，具有操縱夢境的能力，此不一樣的澤芽市正是由他所創造的夢中世界。
佐藤勇人(佐藤勇人飾)
球隊「鎧武隊」的隊員。
駒野友一(駒野友一飾)
球隊「巴隆隊」的隊員
中山雅史(中山雅史飾)
球隊「鎧武隊」的隊員

## 本作限定登場假面騎士/形態

### 假面騎士馬魯斯
原文： / Kamen Rider Mars
變身者：光金（替身演員：今井靖彥、CV：片岡愛之助）
鎧甲原型：西方騎士
型號系列：初期型
變身模式
| 型態名稱             | 簡介 | 外觀                             | 能力                                                                        |
| Golden Arms 黄金鎧甲 | 原文： 利用「Kin No Ringo」定鎖種子變身的形態 身高：209cm 體重：117kg 拳擊力：18.5t 踢擊力：19.6t 跳躍力：19m 行動速度：100m/6.8秒 | 全身以金色、紅色、銀色和黑色為主 | 近戰為主的形態，同時使用引劍者及護盾蘋果沉思者以作攻守必備的形態            |
| 炎之馬               | 原文： 利用大量「邪惡之種」融合而成的戰鬥形態                                                                                      | 下半身包裹著由火炎形成的巨型馬匹 | 以巨大著稱並能夠自由操控火炎 亦可化成球門形狀的防護牆及利用火炎形成多個分身 |

專屬武裝
- 蘋果沉思者

原文： / Apple Reflector
Golden Arms專屬護盾武裝。
- 引劍者

原文： / Sword Bringer
Golden Arms專屬長劍武裝。

### 假面騎士冠
原文： / Kamen Rider Kamuro
變身者：拉比斯（替身演員：藤田慧、CV：田中偉登）
鎧甲原型：日本武士
型號系列：初期型
變身模式
| 型態名稱             | 簡介 | 外觀                       | 能力                                   |
| Sliver Arms 白銀鎧甲 | 原文： 利用「Gin No Ringo」定鎖種子變身的形態 身高：210cm 體重：111kg 拳擊力：15.8t 踢擊力：19t 跳躍力：22m 行動速度：100m/6.2秒 | 全身以白色、銀色和藍色為主 | 配合長杖棒型武器蒼銀杖，擅長中距離突擊 |

專屬武裝
- 蒼銀杖

原文： / Souginjou
Sliver Arms專屬長杖棒武器。

### 假面騎士黑影．真
原文： / Kamen Rider Kurokage．Shin
變身者：Peco（替身演員：神前元、CV：百瀨朔）
鎧甲原型：日本足輕
型號系列：次世代型
變身模式
| 型態名稱                              | 簡介 | 外觀                       | 能力                                                                      |
| Matsubokkuri Energy Arms 松果能量鎧甲 | 原文： 利用「Matsubokkuri」能量定鎖種子變身的形態 身高：203cm 體重：102kg 拳擊力：10.1t 踢擊力：14.2t 跳躍力：25m 行動速度：100m/6秒 | 全身以黑色、金色和銀色為主 | 綜合能力比Matsubokkuri Arms更優勝的中距離突擊形態，配合長槍型武器影松．真 |

專屬武裝
- 影松・真

原文： / Kagematsu・Shin
Matsubokkuri Energy Arms形態專用兩頭刃長槍。

### 假面騎士鎧武．闇
原文： / Kamen Rider Gaim．Yami
變身者：葛葉紘汰（替身演員：高岩成二、CV：佐野岳）
鎧甲原型：日本武士
型號系列：初期型
變身模式
| 型態名稱                       | 簡介 | 外觀                                              | 能力                                                                     |
| Black Jimber Arms 暗黑陣羽鎧甲 | 原文： 利用「Black Orange」定鎖種子為基礎，再利用「Genesis Core」搭配「Black Lemon」能量定鎖種子變身的形態 身高：206cm 體重：110kg 拳擊力：16t 踢擊力：22t 跳躍力：21m 行動速度：100m/5.7秒 | 外观與Jimber Lemon Arms相同，全身以銀色和黑色為主 | 假面騎士鎧武因「邪惡之種」而負極化的異變形態，配合武器无双军刀作近战攻击 |

專屬武裝
- 無雙軍刀

原文： / Musou Saber
有關另見：輔助裝備

### 假面騎士鎧武
原文： / Kamen Rider Gaim
變身者：葛葉紘汰（替身演員：高岩成二、CV：佐野岳）
鎧甲原型：日本武士
型號系列：初期型
變身模式
| 型態名稱              | 簡介 | 外觀                         | 能力                                                         |
| Donguri Arms 橡果鎧甲 | 原文： 利用「Donguri」定鎖種子變身的形態 身高：203cm 體重：110kg 拳擊力：8t 踢擊力：10.2t 跳躍力：24m 行動速度：100m/6.1秒 | 全身以棕色、銀色和藍色為主   | 配合小鎚型武器鰍鎚，擁有良好跳躍能力的近戰形態               |
| Durian Arms 榴槤鎧甲  | 原文： 利用「Durian」定鎖種子變身的形態 身高：208cm 體重：121kg 拳擊力：12t 踢擊力：10.2t 跳躍力：22m 行動速度：100m/6.4秒 | 全身以深綠色、銀色和藍色為主 | 配合雙長劍刺鋸劍，重甲全身帶有尖刺，任何部位極具殺傷力的形態 |

專屬武裝
- 鰍鎚

原文： / Donkachi
Donguri Arms形態專用小鎚型武器。
- 刺鋸劍

原文： / Duri Noko
Durian Arms形態專用雙持長劍。

## 本作登場定鎖種子（Lock Seed）
| 英文名稱     | 日文名稱 | 中文名稱 | 編號      | 隸屬者   | 類別             | 能力                                           | 備註 |
| ------------ | -------- | -------- | --------- | -------- | ---------------- | ---------------------------------------------- | --- |
| Kin No Ringo |          | 金蘋果   | LS-       | 馬魯斯   | 鎧甲             | 附帶武器引劍者及護盾蘋果沉思者。               | 變身形態Golden Arms。 音效為「Golden Arms！Ougon No Kajitsu！」（「ゴールデンアームズ！黄金の果実！」）。 中文意思為「黃金鎧甲！黃金果實！」                                                |
| Gin No Ringo |          | 銀蘋果   | LS-SILVER | 冠       | 鎧甲             | 附帶武器蒼銀杖。                               | 變身形態Sliver Arms。 音效為「Sliver Arms！Hakugin New Stage！」（「シルバーアームズ！白銀ニューステージ！」）。 中文意思為「白銀鎧甲！白銀新階段！」                                             |
| Black Orange |          | 暗黑柳橙 | LS-07     | 鎧武．闇 | 鎧甲             | 由「Orange」定鎖種子所異變，附帶武器無雙軍刀。 | 利用「Genesis Core」與「Black Lemon」搭配變身形態Black Jimber Arms。 音效為「Orange Arms！Hanamichi On Stage！」（「オレンジアームズ！花道・オンステージ！」） 中文意思為「柳橙鎧甲！花道登台！」 |
| Matsubokkuri |          | 松果     | ELS-05    | 黑影．真 | 鎧甲（能量系列） | 附帶長槍型武器影松．真。                       | 變身形態Matsubokkuri Energy Arms。 音效為「Matsubokkuri Energy Arms！Sei！Yoisho！Wasshoi！」（「マツボックリエナジーアームズ！セイ!・ヨイショ!・ワッショイ!」）。                                                     |
| Black Lemon  |          | 暗黑檸檬 | ELS-01    | 鎧武．闇 | 鎧甲（能量系列） | 由「Lemon」能量定鎖種子所異變                  | 利用「Genesis Core」與「Black Orange」搭配變身形態Black Jimber Arms。                                                                                   |

## 曲目

### 主題曲
「YOUR SONG」
- 演唱：鎧武乃風
- 作詞：藤林聖子
- 作曲／編曲：鳴瀨シュウヘイ（日语：鳴瀬シュウヘイ）

## 其他相關放映

### 映像商品化
- 《Making of 劇場版 假面騎士鎧武 足球大決戰！黃金果實爭奪杯！英雄日本代表之夏》DVD（2014年7月18日發行）


電影製作特輯
- 《劇場版 假面騎士鎧武 足球大決戰！黃金果實爭奪杯！》通常版Blu-ray及DVD（2014年11月7日發行）
  - 電影本編
  - 映像特典
    - 特報・電影預告編
    - 作品介紹

- 《劇場版 假面騎士鎧武 足球大決戰！黃金果實爭奪杯！》珍藏版Blu-ray及DVD（2014年11月7日發行）
  - 電影本編
  - 映像特典
    - 《Making of 劇場版 假面騎士鎧武 足球大決戰！黃金果實爭奪杯！英雄日本代表之夏》補充版本
    - 上映舞台見面會
    - 首映舞台見面會
    - 電視廣告集
    - 資料檔案
    - 相片集

  - 初回限定特典
    - 特製封包裝
    - 資料卡

### 映像商品化（日本海外）
- VCD（2016年1月21日香港發行、Neofilms 新映影片代理）
  - 電影本編（粵語）

- Blu-ray及DVD（2016年1月21日香港發行、Neofilms 新映影片代理）
  - 電影本編（日、粵雙語及中文字幕）

## 演員
- 葛葉紘汰 / 假面騎士鎧武 / 假面騎士鎧武·闇 - 佐野岳 飾/聲（粤语配音：張振熙）
- 驅紋戒斗 / 假面騎士巴隆 - 小林豐 飾/聲
- 吳島光實 / 假面騎士龍玄 - 高杉真宙 飾/聲
- 吳島貴虎 / 假面騎士斬月·真 - 久保田悠來 飾/聲
- 光金 / 假面騎士馬魯斯 - 片岡愛之助 飾/聲
- 拉比斯 / 假面騎士冠 - 田中偉登 飾/聲
- Zack / 假面騎士納高爾 - 松田岳（日语：松田岳 (俳優)） 飾/聲
- Peco / 假面騎士黑影·真 - 百瀨朔（日语：百瀬朔） 飾/聲
- 初瀬亮二 / 假面騎士黑影 - 白又敦 飾/聲
- 城乃内秀保 / 假面騎士古列頓 - 松田凌 飾/聲
- 凰蓮·皮埃爾·阿方索 / 假面騎士布拉弗 - 吉田メタル 飾/聲
- 戰極凌馬 / 假面騎士杜古 - 青木玄德（日语：青木玄徳） 飾/聲
- 湊耀子 / 假面騎士瑪莉卡 - 佃井皆美 飾/聲（粤语配音：莊巧兒）
- 薛度 / 假面騎士齊格德 - 波岡一喜 飾/聲
- 高司舞 - 志田友美 飾
- 角居裕也 - 崎本大海 飾
- Chucky - 津山香音 飾
- Rika - 橫田美菜（日语：橫田美菜） 飾
- Rat - 小澤廉 飾
- DJ相樂 - 山口智充 飾（粤语配音：黃志明）
- 市民 - 唐橋充（日语：唐橋充）、松本寬也、那月結衣（日语：那月結衣）、北代高士（日语：北代高士）
- 中山雅史
- 佐藤勇人（JEF聯市原·千葉）
- 駒野友一（磐田山葉）
- 藤井祐伍（日语：藤井祐伍）
- 道木廣志（日语：道木広志）

## 聲音演出
- 迪姆修 - 杉田智和
- 雷迪艾 - 津田健次郎
- 羅修奧 - 中田讓治

## 皮套演出
- 假面騎士鎧武、假面騎士鎧武．闇 - 高岩成二（日语：高岩成二)）
- 假面騎士巴隆 - 永德、野本佳章（日语：野本佳章）
- 假面騎士龍玄 - 佐藤太輔（日语：佐藤太輔)）
- 假面騎士斬月·真 - 渡邊淳（日语：渡辺淳 (俳優)）
- 假面騎士黑影·真 - 神前元
- 假面騎士馬魯斯 - 今井靖彥（日语：今井靖彦）
- 假面騎士冠 - 藤田慧
- 岡田和也（日语：岡田和也 (俳優)）
- 金子起也（日语：金子起也）
- 富永研司（日语：富永研司）
- 喜多川2tom
- 坂本隆
- 渡邊實（日语：渡辺実）
- 渡邊昌宏
- 青木哲也
- 竹内康博
- 橋本惠子
- 平木ひとみ
- 本多剛幸
- 藤井祐伍（日语：藤井祐伍）
- 村井亮
- 高田將司（日语：高田将司）
- 内川仁朗
- 淺井宏輔（日语：浅井宏輔）
- 押川善文
- 伊藤俊
- 中野高志
- 石井靖見
- 中田裕士
- 井口尚哉
- 小玉百夏
- 松岡千尋
- 湯淺雅恭
- 柏木佑太
- 松村凌太郎
- 田中領
- 小田原徹
- 浦家賢士
- 榮男樹
- 東慶介
- 白井雅士
- わっしょい後藤
- 吉村武將
- 鳩岡大輔
- 平野アキム
- 宮崎高春
- 古山和樹
- 岩崎かな
- 高嵜百花
- 小久江友子
- 脇坂佳孝
- 藤田祥隆
- 五十嵐勝平
- 小幡トビーエーモス
- 杉山智紀
- 清水亞理紗
- 神里まつり
- 正野大輔
- 菅原將暉
- ランディ井上
- 柳澤龍太郎
- 麻田樹
- 久保翔
- 近藤知行
- 金湧纊知
- 内田大地
- 山口雅纊
- 矢部敬三
- 森博嗣
- 關谷健利
- 松本直也

## 製作人員
- 原作 - 石之森章太郎
- 製作 - 鈴木武幸（日语：鈴木武幸）（東映）、平城隆司（日语：平城隆司）（tv asahi）、高木勝裕（TOEI ANIMATION）、間宮登良松（TOEI VIDEO（日语：東映ビデオ））、和田修治（ADK）、松田英史（TOEI ADVERTISING（日语：東映エージエンシー））、垰義孝（萬代）
- 企劃 - 白倉伸一郎（日语：白倉伸一郎）（東映）、林雄一郎（tv asahi）、清水慎治（TOEI ANIMATION）、日達長夫（TOEI VIDEO）、波多野淳一（ADK）、小川政則（TOEI ADVERTISING）、小野口征（萬代）
- 劇本 - 鋼屋ジン（日语：鋼屋ジン）（Nitro+）
- 劇本監修 - 虛淵玄（Nitro+）
- 配樂 - 山下康介
- 攝影 - 倉田幸治
- 照明 - 斗澤秀
- 美術 - 大嶋修一（日语：大嶋修一）
- 錄音 - 畑幸太郎
- 編集 - 長田直樹
- 整音 - 曾我薫
- 編劇 - 森永恭子
- 行程 - 山口恭平（日语：山口恭平）
- 助理編導 - 杉原輝昭
- 製作擔當 - 石井誠
- 製作統籌 - 富田幸弘、下前明弘
- 攝影應援 - 植竹篤史、小山祐輔、古谷實津海、真榮平綾乃
- 助理編導應援 - 原田拓明、石井千晶、永井大裕
- 製作應援 - 曽根晋、式守修、浦弘之、平原大志、平岩一輝、平林京子、本城雄也
- 制作事務部 - 武中康裕、宮地みどり
- 人物設計 - 田嶋秀樹（石森プロ）、小林大佑、田中宗二郎（PLEX）
- 生物設計 - 篠原保（日语：篠原保）、Niθ（日语：Niθ）
- 製作人候補 - 井元隆佑（東映）、菅野亞由美
- 製作生產 - TOEI TV Production
- 監製 - 小野寺章（石森プロ）
- 執行製作人 - 佐佐木基（日语：佐々木基）（tv asahi）、加藤和夫（東映VIDEO）
- 製作人 - 、望月卓（東映）
- 特攝導演 - 佛田洋（日语：佛田洋）
- 動作指導 - 石垣廣文（日语：石垣広文）（JAE）
- 動作指導輔佐 - 竹田道弘（日语：竹田道弘）（JAE）
- 發行 - 東映
- 製作單位 - 「鎧武・特急者」製作委員會（東映、tv asahi、TOEI ANIMATION、TOEI VIDEO、ADK、TOEI ADVERTISING,LTD.、萬代）
- 導演 - 金田治（日语：金田治）（JAE）

## 外部連結
- 官方網站 （页面存档备份，存于）（日語）